# 施瓊芳
施瓊芳（1815年7月10日—1868年10月28日），幼名鎮圭，原名龍文，中舉後更名，字見田，一字昭德，又字星階，號朱垣，臺灣臺南人，原籍福建省泉州府晉江縣西岑鄉（今福建泉州石獅市永寧鎮內）:23。他與其次子施士洁為清代臺灣僅有的父子雙進士，葬於今臺灣臺南市南區桶盤淺墓地內，其墳墓為臺南市的古蹟:7、8。

## 生平
施瓊芳原名施龍文，出生於清嘉慶二十年六月初四（1815年7月10日），為家中排行第五，其一家是在其父親施菁華時搬遷至臺灣府城大西門外南河（今臺南市中西區和平街一帶）:23。
道光十三年（1833年）七月周凱調署臺灣道兼學政時入其門下，後來被舉為道光丁酉（1837年）拔萃科拔貢，同年他前往福州參加鄉試並中舉:24。隔年（1838年）入京參加會試，落榜後返鄉:23。道光十九年（1839年）冬再次參加道光二十年（1840年）庚子恩科會試，二度落榜後留京，結識該科同門生林鶚騰:25。隔年辛丑科（1841年）會試三度落榜後返鄉:25。道光二十三年（1843年）第三次赴京，參加道光甲辰科（1844年）春試，又落榜後再次留京，隔年乙巳恩科方金榜題名，殿試後為三甲賜同進士出身:25。
施瓊芳經銓選為候選六部主事，後來補江蘇知縣，但未赴任而乞養回籍，返臺後曾任海東書院山長:25。同治七年（1868年）時去世，誥封奉直大夫，其子施士洁中進士任內閣中書後晉贈朝議大夫。
施瓊芳逝世後葬於今臺灣臺南市南區桶盤淺墓地內，其墳墓於2003年5月經臺南市政府公告為古蹟，臺南市縣市合併後成為直轄市定古蹟。

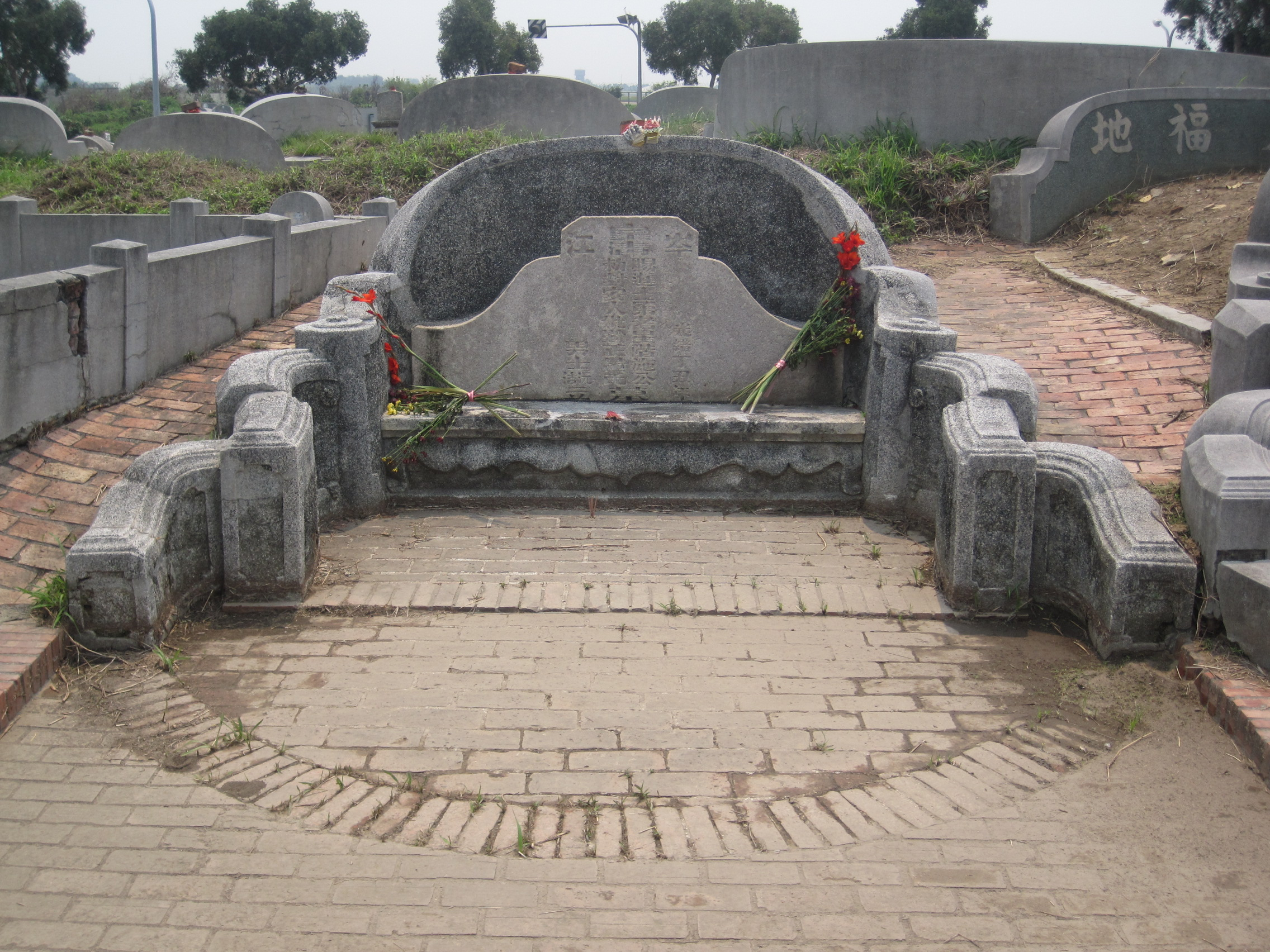
施瓊芳墓

## 家庭
- 施瓊芳娶妻黃品娘[註 3]，育有二子士沅、士洁，其中次子施士洁為光緒丙子恩科（1876年）進士[1]。